# Silesiana

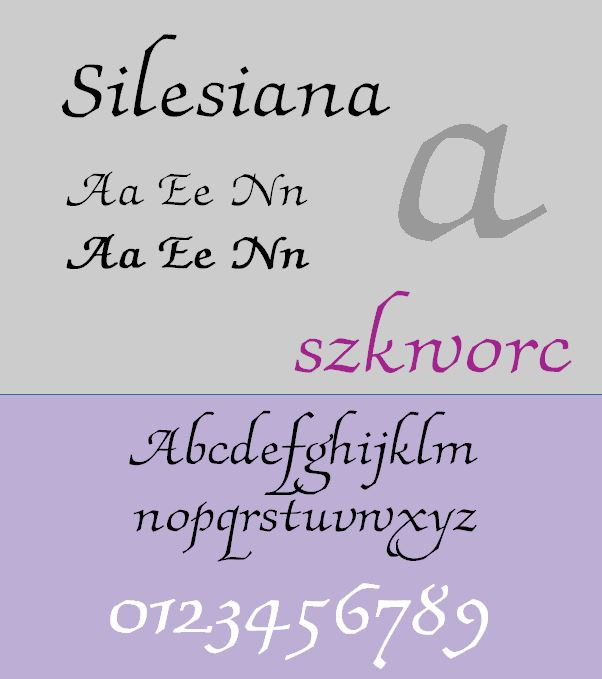
Silesiana

Silesiana (nazywana również Pismem Śląskim) – krój pisma powstały na zamówienie władz województwa śląskiego, które są właścicielem wszystkich praw autorskich tego fontu. Silesiana będzie używana w oficjalnych pismach i dokumentach urzędowych.
Czcionka została oficjalnie zaprezentowana 17 października 2006. Powstała w wyniku badań nad krojami pisma z minionych stuleci, prowadzonych na podstawie zbiorów z Biblioteki Śląskiej i Książnicy Cieszyńskiej.
Śląski mistrz kaligrafii Henryk Sakwerda oraz typograf Artur Frankowski, którzy pracowali nad projektem zadecydowali, że pismo powinno być pochyłe i wywodzić się z tradycyjnej kaligrafii. Krój Silesiany nawiązuje do działalności literniczej Hieronima Wietora, XVI-wiecznego śląskiego wydawcy i typografa oraz do śląskiej kurrenty, odręcznego pisma wywodzącego się z gotyku.
Od 18 kwietnia 2007 roku czcionka jest dostępna dla każdego zainteresowanego na stronie Śląskiego Urzędu Marszałkowskiego na licencji wzorowanej na Creative Commons BY-NC-ND 2.0.